# Mavka
«Мавка» — украинская музыкальная группа, основанная в 2015 году Ириной Лазер и Алексеем Микрюковым.

## История
Музыкальная группа была основана в 2013 году актрисой — Ириной Лазер и композитором — Алексеем Микрюковым под начальным названием «Crossworlds». В 2014 году вместе создал и выпустил мини-альбом — «Ivana Kupala Night».
А в 2015 году они записали LP — «Day and Night». В том же году Ирина начала одновременно сольную карьеру. Затем к группе присоединяется — Тарас Лазер, что приводит к изменениям в эстетике музыкальной группы и принятию нового названия «Mavka» — по родовому имени персонажей из древней украинской мифологии — «говор».
В 2016 году группа дала ряд концертов и выступила на нескольких фестивалях, среди которых — «ГогольFest» и «День уличной музыки». Они также отыграли на студии «Hi5».

## Состав
- Ирина Лазер — вокалистка, композитор, певица
- Алексей Микрюков — композитор
- Тарас Лазер — певец

## Дискография

### «Mavka»
- 2019 — «Day and Night»
- 2021 — «Spy (альбом)»
- 2021 — «Гей, соколи (сингл)»
- 2022 — «Gagilka. Die Verwandlung (альбом)»

### 2013—2015: «Crossworlds»
- 2014 — «Ivana Kupala Night (EP)»[5]
- 2015 — «Day and Night (LP)»

## Интересный факт
Большинство песен группы написаны на украинском языке. Некоторые из них являются обработанными версиями украинских народных песен.
Музыкальная группа работает над созданием альбома, написанного вымышленной глосолалией — «русалки».